# Szemarja Gorelik
Szemarja Gorelik (ur. 1877 w Łochwicy, zm. 25 października 1942) – żydowski pisarz, dziennikarz i publicysta piszący w językach jidysz i hebrajskim.

## Życiorys
Szemarja Gorelik urodził się w 1877 roku w Łochwicy, od 1890 roku mieszkał w Wilnie. Jego pierwsze publikacje, dotyczące m.in. literatury jidysz, ukazały się pod koniec XIX wieku. Z początku związany z Bundem, w 1905 roku dołączył do ruchu syjonistycznego. Wraz z Abrahamem Weiterem i Samuelem Nigerem dwa lata później współtworzył i następnie współwydawał miesięcznik literacki „Literarisze Monatszriftn”, publikował także eseje i felietony na łamach prasy jidyszowej wydawanej w Polsce i Stanach Zjednoczonych. W 1912 roku ukazał się jego pierwszy zbiór szkiców literackich, zaś już wcześniej publikował zbiory esejów. Podczas I wojny światowej przebywał w Szwajcarii; w tym okresie spędził 6 miesięcy w więzieniu za działania pacyfistyczne. Następnie zamieszkał w Niemczech, gdzie publikował na łamach lokalnej prasy żydowskiej. Poza rocznym pobytem w Nowym Jorku przebywał w Niemczech aż do 1933 roku, gdy został zmuszony do wyjazdu. Emigrował do Palestyny i zaczął pisać dla prasy hebrajskiej. Zmarł 25 października 1942 roku.